# Обращение (лингвистика)
Обращение — обособленный интонационно и грамматически самостоятельный компонент предложения или сложного синтаксического целого, служащий для обозначения лица или предмета, являющегося адресатом речи. Обращение обычно не относят к членам предложения и не включают в синтаксическое дерево зависимостей или составляющих.
Примеры:
- Приду, приду я вновь, мой милый домосед, С тобою вспоминать беседы прежних лет (Пушкин).
- Уважаемый имярек.

## Функции
В речи обращение выполняет две функции, обычно реализующиеся совместно:
- апеллятивная (призывная) функция;
- экспрессивная (оценочно-характеризующая) функция.

Самостоятельно апеллятивная функция обращения характерна для официальных сфер общения (лозунги, предписания, воззвания и т. п.: Солдаты, сорок веков смотрят на вас с высоты этих пирамид!).
В двух совмещённых функциях обращение употребляется в обиходно-бытовой сфере, в художественно-изобразительной речи, выражая не только призыв к адресату высказывания, но и отношение говорящего.
Значительна роль обращения как стилистической фигуры поэтического синтаксиса.

## Форма
В русском языке в функции обращения употребляется имя существительное в именительном падеже или равнозначная словоформа в сочетании со специальной звательной интонацией, а иногда и с вокативной частицей «о!». В некоторых языках (в большинстве древних индоевропейских — древнегреческом, латыни, старославянском, из современных славянских языков это украинский, чешский, из неиндоевропейских грузинский язык) у обращения имеется специализированное средство выражения — так называемый звательный падеж. В болгарском и македонском языках звательная форма является остатком древнего звательного падежа. В современном русском языке развивается новая разговорная звательная форма путём усечения именительного падежа (мам, Петь, Серёж, ребят).

## Пунктуация
В пунктуации русского языка:
1. Если обращение стоит в начале предложения, то после него ставится запятая или восклицательный знак.
2. Если обращение стоит в середине предложения, то оно выделяется запятыми с обеих сторон.
3. Если обращение стоит в конце предложения, то перед ним ставится запятая, а после него — тот знак, который нужен по смыслу: точка, восклицательный или вопросительный знак.
4. В официальных письмах обращения принято выносить в отдельную строку, после обращения ставится восклицательный знак: Уважаемый товарищ (господин) В. В. Иванов!; Уважаемые коллеги![источник не указан 747 дней]

## Выбор обращения
В зависимости от отношений между говорящим и его собеседником, а также от ситуации в качестве обращения могут быть использованы:
- семейный статус собеседника (папа, мама, бабушка, дедушка, дядя, тётя);
- гражданский, социальный, политический или профессиональный статус, титул, сан или звание (гражданин, товарищ, сударь, мистер, коллега, доктор, солдат, воин и т. п.) с возможными комбинациями (например: товарищ майор);
- половая принадлежность (мужчина, женщина, девушка, юноша и т. п.);
- другое (дружище, тёзка, земляк и т. п.).

Форма обращения, связанная со степенью дружеских отношений, подразумевает упрощение или стилизованную мутацию имён (Михаил — Миша, Михон; Павел — Паша, Пашок, Пашка; Наталия — Наташа, Натуся, Туся и т. п.), формирование производных от имени, фамилии или отчества (Павлович — Палыч, Александрович — Саныч и т. п.). Также существуют — как правило, на основе дружеских отношений — юмористические варианты, в них формирование также производится от имени, фамилии или отчества (Артур — Артурище, Цапкин — Цап-царапкин, Степанович — Степаныч — Стаканыч (упоминание в кинофильме «Парад планет») и т. п.).
Подчёркнуто фамильярная форма обращения распространена, в основном, среди лиц старшего поколения, которые употребляют её при обращении к наиболее близким знакомым и друзьям. Среди молодого поколения часто считается грубой и некорректной, иногда «гопнической»; в таких коллективах приемлемыми считаются обращения грубые, подчёркнуто упрощённые и «приземлённые», сродни кличкам (Хрипунов — Хриплый или Хрипатый и т. п.).
В организациях, занимающихся какой-либо профессиональной деятельностью, форма обращения определяется законом, уставом или корпоративной политикой, которая может быть уникальной для конкретной организации.

### В России
При формальном обращении используется имя и отчество (Елена Сергеевна), при неформальном — только имя, часто его уменьшительные формы (Елена или Лена). При формальном обращении может также использоваться фамилия либо должность или звание в сочетании с одним из слов-обращений (господин, товарищ и т. п.): господин Иванов, господин Президент, товарищ майор. В российской армии обращение товарищ сохраняется с советских времён.
После распада Советского Союза многие российские организации выбрали в качестве формы обращения обращение по имени, как это принято во многих англоязычных странах. Однако по правилам современного делового языка правильным обращением в русском языке считается формальное, то есть по имени и отчеству.